# Religion en Estonie
Cet article traite des religions ou phénomènes religieux, passés et présents, des populations sur le territoire de l'actuelle Estonie.

Cathédrale Alexandre-Nevski à Tallinn

## Histoire

### Protohistoire
- Mésolithique et néolithique (en Estonie)

### Avant l'an 1000
La mythologie estonienne (telle qu'elle apparaît dans le Kalevipoeg) est proche de la mythologie finnoise.
La mythologie lettone, proche de la mythologie lituanienne et de la mythologie prussienne (en), participe des mythologie baltes (en), qui ont une influence régionale, tout comme la mythologie nordique ou scandinave, et la religion samie ou laponne.

### Christianisme
Les croisades baltes, initiées par le pape Célestin III en 1193, sont menées par les puissances de l'Occident chrétien contre les peuples païens du Nord-Est de l'Europe riverains de la mer Baltique à partir de la fin du 12e siècle, les peuples baltes, y compris les habitants originels de la Prusse orientale désignés sous le nom de Vieux-Prussiens (ou Borusses). Elles se détournent de leur but originel et s'achèvent par la territorialisation des ordres militaires qui les ont conduites : Chevaliers Porte-Glaive (1202-) et Ordre Teutonique (1190-1929), qui finissent par fusionner en Ordre de Livonie en 1237.
La croisade livonienne (1203-1290), ensemble de campagnes d'évangélisation, de colonisation chrétienne, et de nettoyage ethnique au 13e siècle aboutit à l'établissement d'une Estonie danoise (1219-1346, ou Duché d'Estonie) et d'une Terra Mariana ou Confédération livonienne (1207-1561, Estonie et Lettonie actuelles).
- Colonisation germanique de l'Europe orientale, Drang nach Osten
- Archidiocèse médiéval de Riga (1224-1561)
- État monastique des chevaliers Teutoniques (1226-1525)
- Soulèvement de la nuit de la Saint-George (1343-1345)

Au 16e siècle, la Réforme protestante (1524) fait à peu près disparaître le catholicisme en Estonie vers 1558. En 1774, la Russie tolère un embryon de catholicisme dans la région, plutôt à destination des étrangers. En 1914, quatre prêtres ont en charge les 5 000 fidèles. La première indépendance permet le développement de l'église catholique dans le milieu germano-balte et polonais, puis tardivement à destination des Estoniens. Après les terribles années 1940-1980, une forme de normalité est à nouveau possible, pour les 5 700 catholiques (en 2003).
En 1561, le Duché de Livonie devient un état vassal du Grand-duché de Lituanie (1150-1795).

### Judaïsme
- Histoire des Juifs en Estonie
- Zone de Résidence pour les Juifs dans l'Empire russe (territoires définis par décrets successifs)
- Antisémitisme en Estonie (en)[1]
- Un protocole de 1919
- Shoah en Estonie (1 000 victimes estoniennes environ et  10 000 victimes juives étrangères environ)
  - et en tout 125 000 victimes baltes et russes des camps de concentration, dont 1 000 Roms estoniens
- Grande synagogue de Tallinn (1885-1944), Synagogue de Tallinn
- Zelig Kalmanovitch
- Camp de concentration de Jägala

### Islam
Le petit nombre de musulmans actuels en Estonie correspond principalement à des descendants de Turcs sunnites et d'Azéris chiites.
- Slaves musulmans, Musulmans (nationalité) (en Yougoslavie et/ou dans les Balkans)
- Tatars de Crimée, Tatars baltiques

### 19esiècle
Après les partages de la Pologne et de la Lituanie (1772-1795), la fin de la république des Deux Nations (polono-lituanienne, 1569-1795), et les guerres napoléoniennes, le Baltikum (Estonie-Lettonie) devient en 1801 une partie de l'Empire russe (1721-1917) : russification, interdiction des langues baltes, résistances, répressions...

### XXesiècle
Le peuplement du Baltikum se caractérise au début du siècle par la présence d'une noblesse territoriale allemande. Ces barons baltes vont faire tout leur possible, notamment à la fin de la Première Guerre mondiale (Duché balte uni ou Grand-duché de Livonie), pour maintenir le pouvoir détenu à l'époque des chevaliers Porte-Glaive. Cette noblesse allemande est directement issue des nobles allemands qui se sont installés sur ces territoires durant le Drang nach Osten médiéval.
Le siècle est particulièrement chargé. Les organisations religieuses (églises, etc) ont participé aux différents événements et s'y sont affirmées.
- 1914-1939
  - Occupation allemande de l'Estonie pendant la Première Guerre mondiale
  - Corps francs de la Baltique (1918-1920)
  - Déclaration d'indépendance de l'Estonie (24/02/1918)
  - Guerre d'indépendance de l'Estonie (1918-1920), contre l'Empire russe et l'Empire allemand
  - Première période d'indépendance (1920-1939)
- 1939-1945
  - Occupation des pays baltes (1940), Occupation soviétique des États baltes (1940)
  - Déportations soviétiques depuis l'Estonie (1941-1951)
  - Histoire de l'Estonie pendant la Seconde Guerre mondiale
  - Occupation allemande de l'Estonie pendant la Seconde Guerre mondiale
  - Reichskommissariat Ostland (1941-1944)
  - Shoah en Estonie
- 1945-1990
  - République socialiste soviétique d'Estonie (1940-1990)
  - Expulsion des Allemands d'Europe de l'Est (1944-1947), qui concerne (fort peu) l'Estonie des Germano-Baltes
  - Soviétisation des pays baltes (en) (1941-1991)
  - établissement d'un Institut de théologie de l'Église évangélique luthérienne d'Estonie (1946)
  - États baltes sous la domination soviétique (1944–1991)
  - Persécutions anti-chrétiennes dans le bloc de l'Est (1917-1990) (en)
- 1990-
  - Révolution chantante balte (1987-1990), Voie balte (1989), Événements de janvier 1991
  - Chute des régimes communistes en Europe, Dislocation de l'URSS
  - Déclaration de souveraineté de l'Estonie (en) le 16/11/1988
  - Restauration de la république d'Estonie (le 20/08/1991)
  - Restauration de l'indépendance de l'Estonie, fêtée le 20/08

### 21esiècle
Les célébrations de chants et danses baltes sont en 2003-2008 inscrites au Patrimoine culturel immatériel de l'humanité : Liste du patrimoine culturel immatériel de l'humanité en Estonie (et Lettonie et Lituanie).

## Galerie

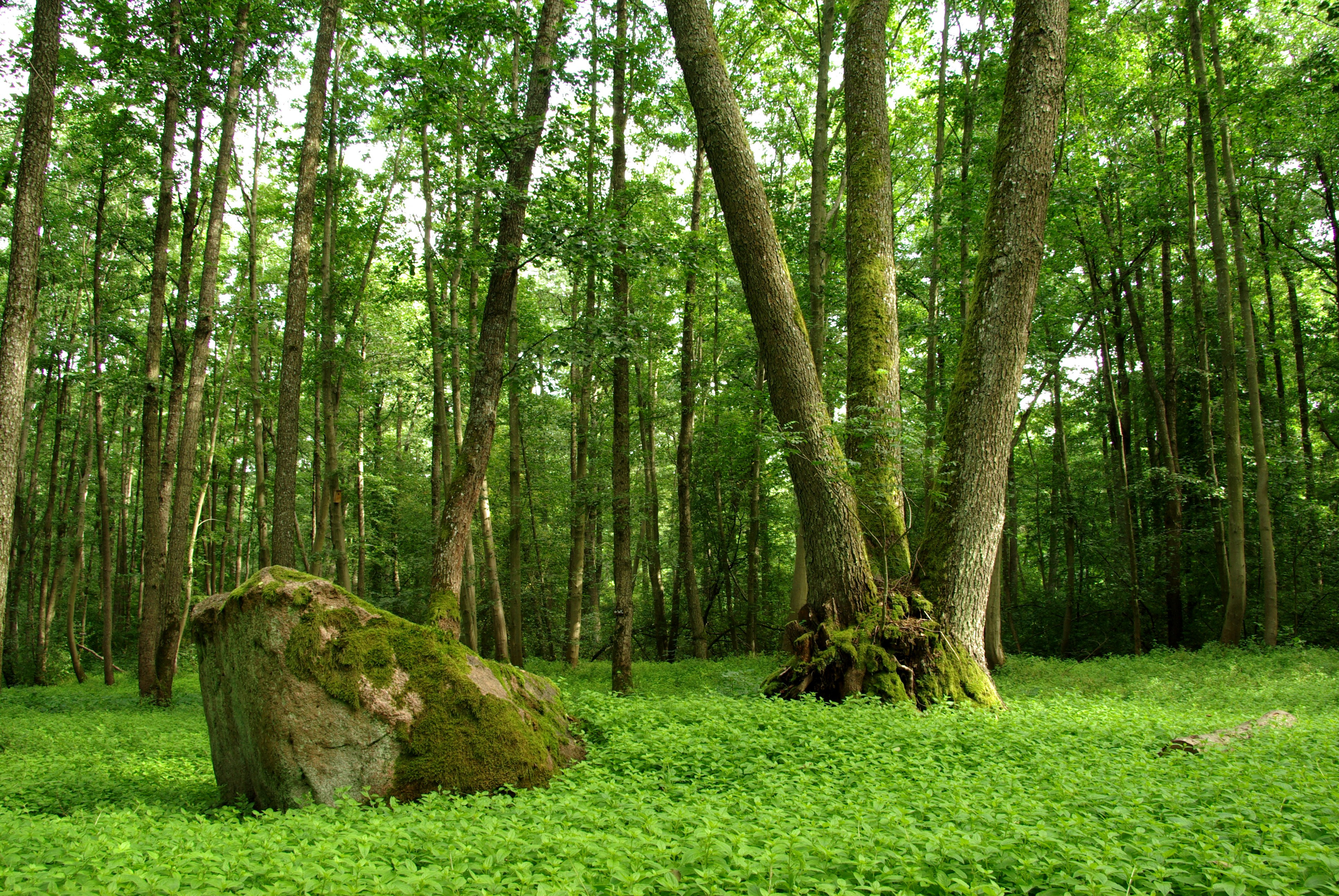
Site naturel sacréé d'Hiis (en)
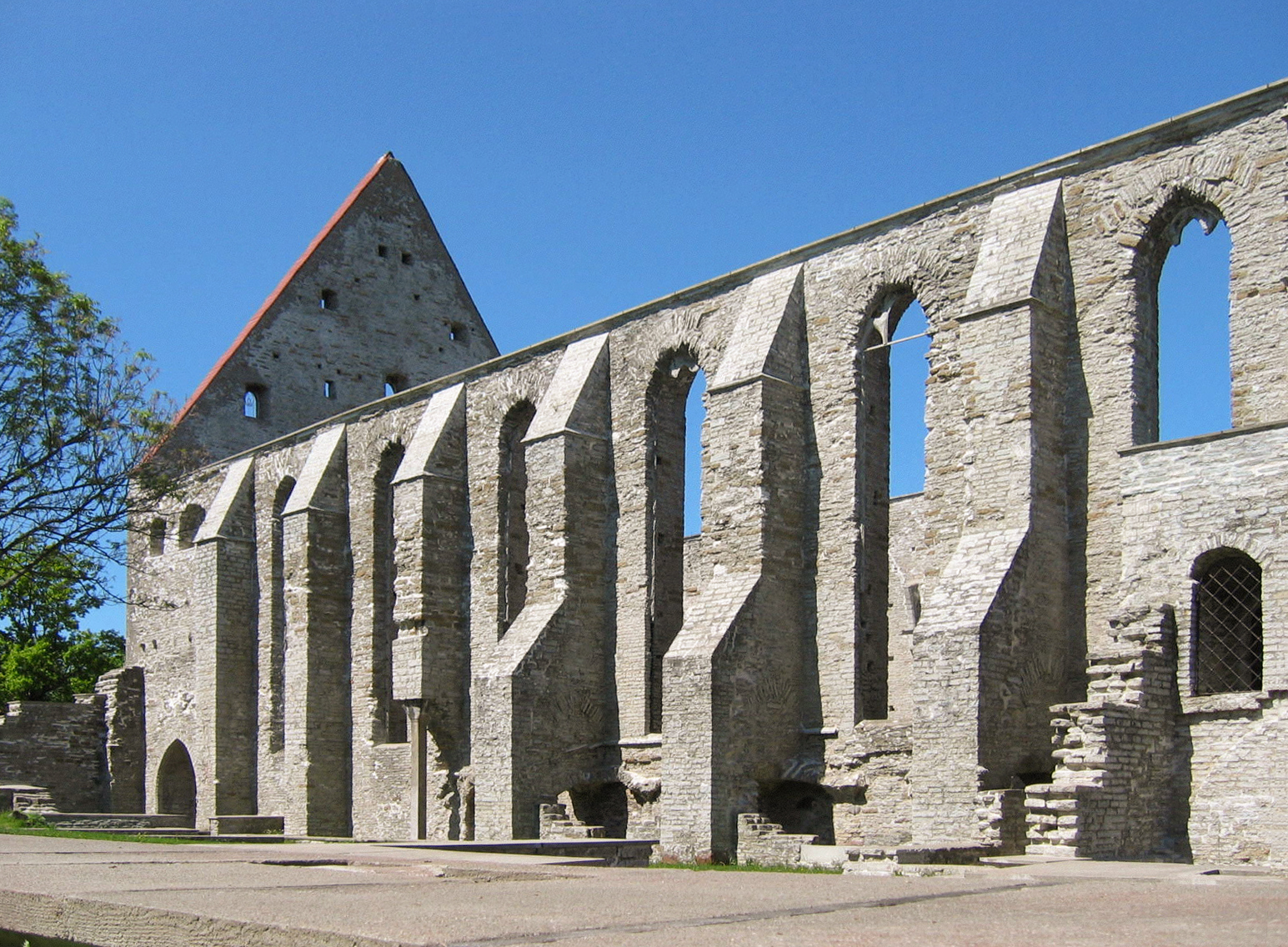
Abbaye Sainte-Brigitte
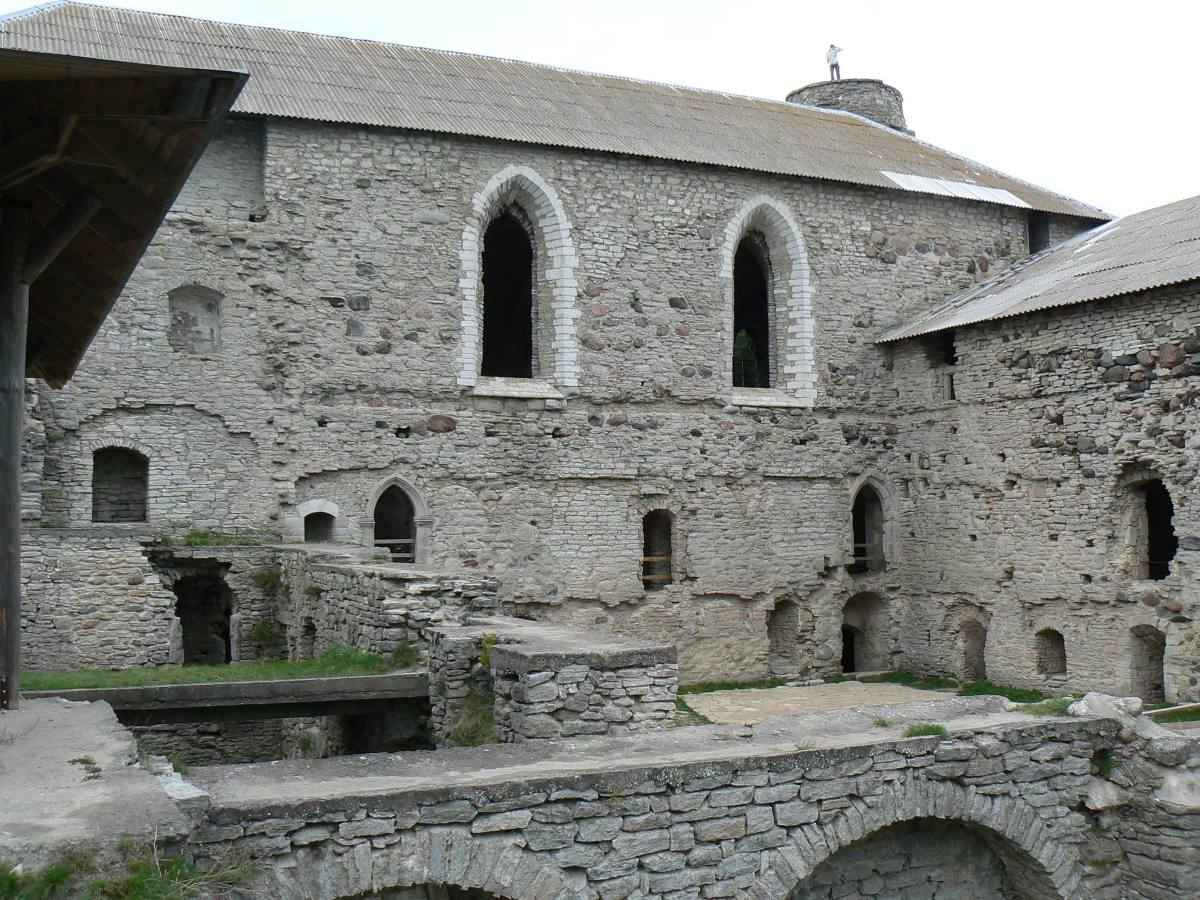
Abbaye de Padise
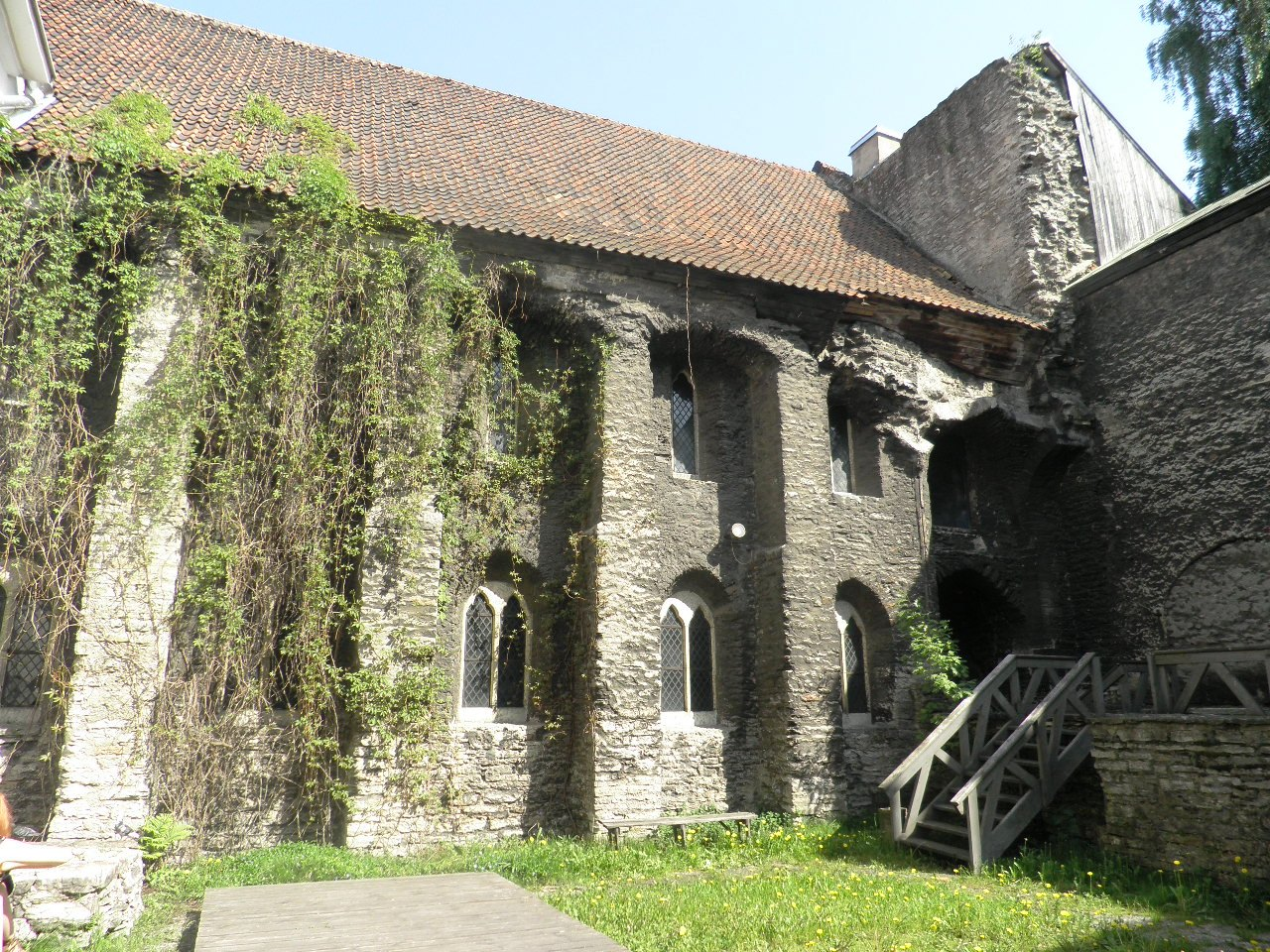
Monastère Sainte-Catherine de Tallinn
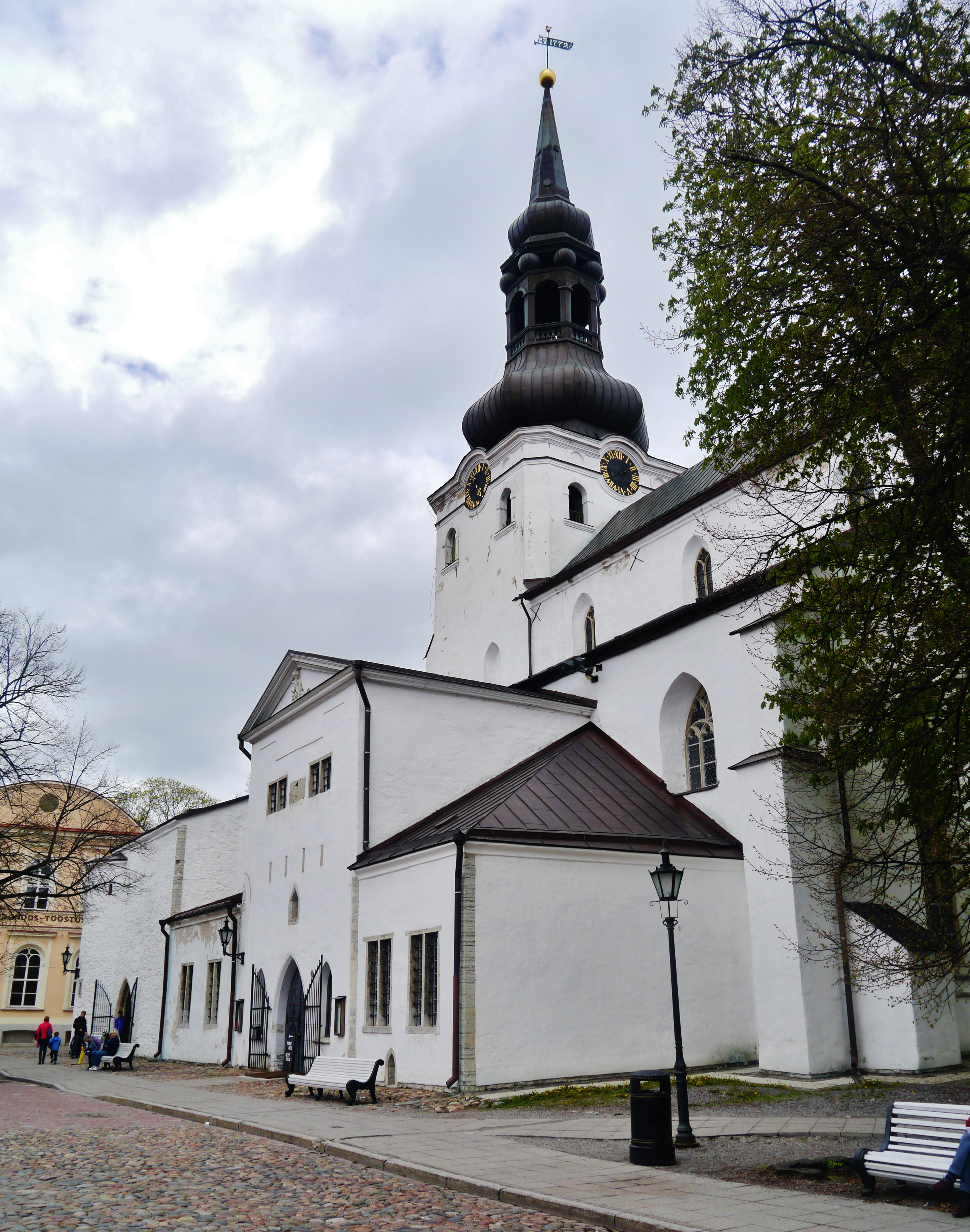
Cathédrale Sainte-Marie de Tallinn
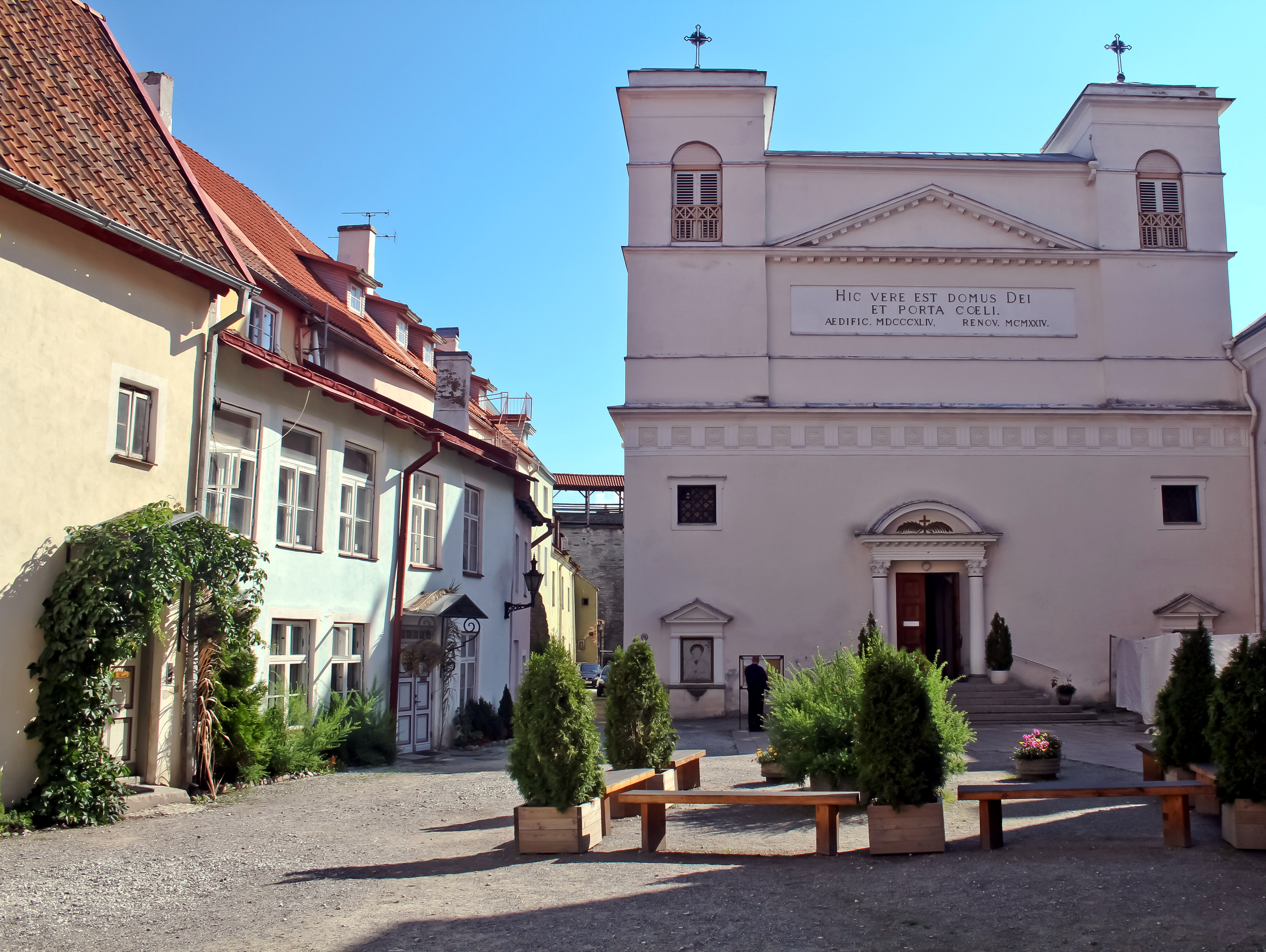
Cathédrale Saint-Pierre-et-Saint-Paul de Tallinn
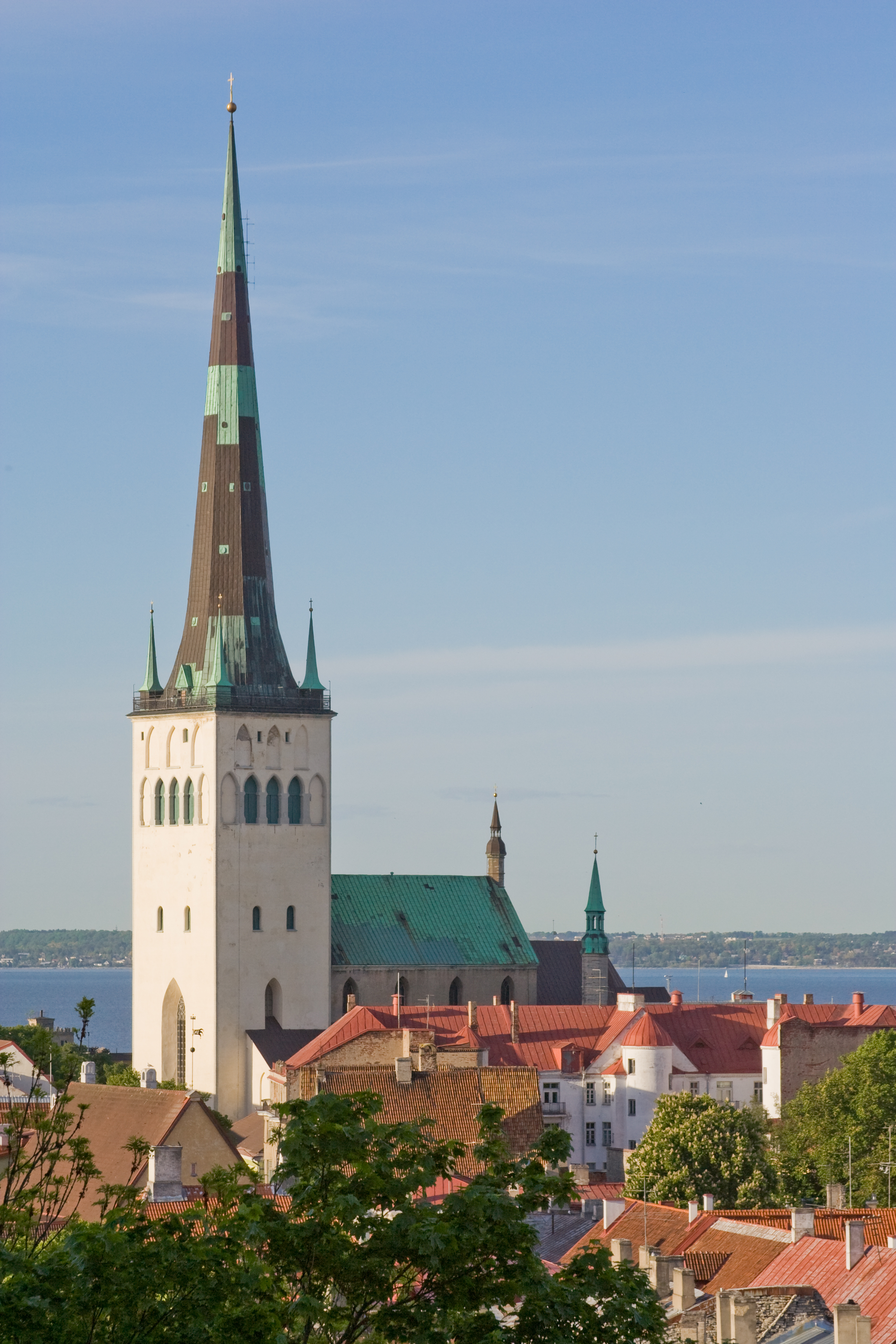
Église Saint-Olaf de Tallinn

## Repères 2020
Pour une population de 1 350 000 Estoniens (environ) en 2020 :
- La liste du patrimoine mondial en Estonie ne donne en dehors de Tallinn aucun édifice religieux en Estonie
- Religion en Estonie (rubriques)
- Christianisme (39,3 %)
  - Orthodoxie orientale en Estonie (en) (176 000, 16 %)
  - Luthéranisme (108 000, 9,91 % en 2015) (contre 80 % avant 1939)
  - Protestantismes divers (20 000) (< 2 %)
    - dont 4 500 baptistes (0,41 %), 4 000 Témoins de Jéhovah (0,36 %[4]), 1855 pentecôtistes (0,17 %), 1194 adventistes (011 %), 1100 méthodistes (0,1 %)

  - Catholicisme en Estonie (4 500, 0,41 %)
  - Orthodoxes vieux-croyants (2 600, 0,25 %)
- Autres religions (< 1 %)
  - Judaïsme (< 10 000)
  - Hindouisme en Estonie (en) (< 10 000)
  - Bouddhisme en Estonie (et) (< 10 000)
  - Islam en Estonie (en) (< 10 000)
- Autres spiritualités (< 1 %)
  - Congrès européen des religions ethniques, protochronisme, (reconstructionnisme)
  - Néopaganisme balte (en) et néopaganisme finnois,
  - Néopaganisme en Estonie (en) (Estonian Native Religion), Taarisme (en) (1928), Maausk,
    - Maavalla Koda (1995),
- Autres positions (60,2 %, 770 000), mais des positionnements multiples sont possibles...
  - Irréligion en Estonie (en) (600 000),
    - dont agnosticisme, athéisme (68 000 athées déclarés), prudence, défiance,
    - Indifférence ou refus de se prononcer (16 %),

  - Liberté de religion en Estonie (en)
  - Droits humains en Estonie[5]